# アパラチアン・トレイル
アパラチアン･トレイル（Appalachian Trail、正式名称：Appalachian National Scenic Trail、略称：A.T.）は、アメリカ合衆国東部をアパラチア山脈に沿って南北に縦貫する長距離自然歩道である。

## 概要
アメリカ東部のジョージア州からメイン州にかけての14州にまたがる約3,500kmの長距離自然歩道。コンチネンタル・ディバイド・トレイル（Continental Divide Trail）、パシフィック・クレスト・トレイル（Pacific Crest Trail）と並ぶ、アメリカにおける三大長距離自然歩道のひとつであり、1968年に初めてのナショナル・シーニック・トレイル（National Scenic Trail）に指定されている。
トレイルのコースはほぼアパラチア山脈の嶺に沿っており、グレートスモーキー山脈や、ブルーリッジ山脈等のアパラチア山脈を構成する山脈や、グレート・スモーキー山脈国立公園（テネシー州）、シェナンドー国立公園（バージニア州）等の国立公園、州立公園が含まれる。

## 基礎データ
- 通過する州（南から北の順）
  - ジョージア州 - 120km
  - ノースカロライナ州 - 142km
  - テネシー州 - 472km
  - バージニア州 - 885km
  - ウエストバージニア州 - 6km
  - メリーランド州 - 66km
  - ペンシルベニア州 - 369km
  - ニュージャージー州 - 116km
  - ニューヨーク州 - 142km
  - コネチカット州 - 84km
  - マサチューセッツ州 - 145km
  - バーモント州 - 241km
  - ニューハンプシャー州 - 259km
  - メイン州 - 452km
- 累計標高差：約150km

## 踏破
アパラチアン･トレイルの全区間が最初に踏破されたのは1937年である。
現在では、毎年、約2,000人がスルー・ハイキング（thru-hiking、トレイルの全区間を1シーズン内に踏破すること）に挑戦する。多くのスルー・ハイカーは、雪の残る北部を避け、春に南端のジョージア州スプリンガー山を出発し、メイン州のバクスター州立公園（Baxter State Park）が閉鎖される10月15日までに北端のカタディン山のゴールをめざす。しかし、成功するのは挑戦者のうちわずか10%ほどにすぎない。
要した期間にかかわらず、全区間を踏破した者は、総延長が2,000マイル余りであることに因んで2000 Milerと呼ばれる。踏破を目的としない者も含めたアパラチアン･トレイルへの年間訪問者は約400万人に及ぶ。

## ギャラリー

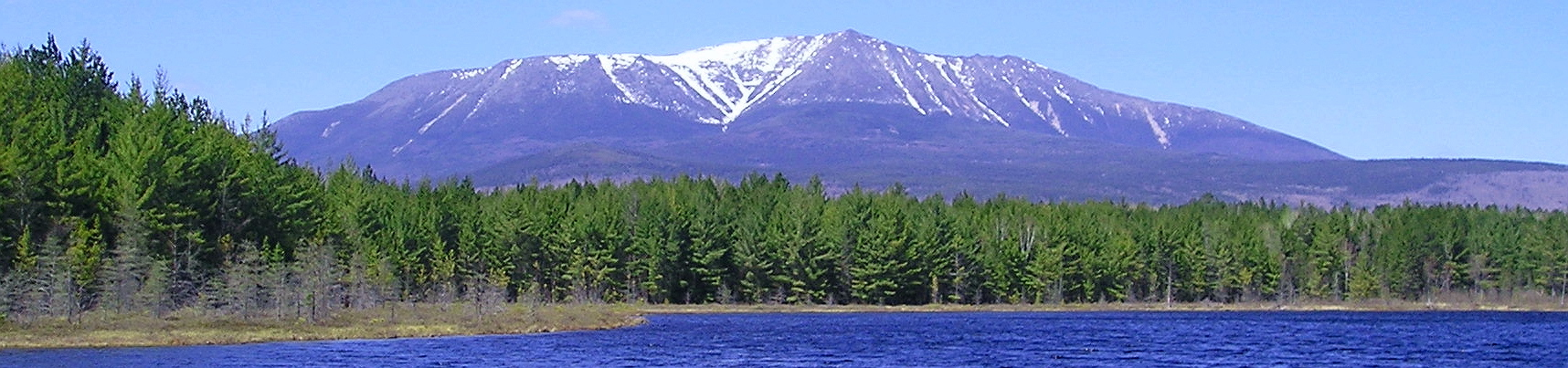
アパラチアン・トレイルの北端にあたるカタディン山

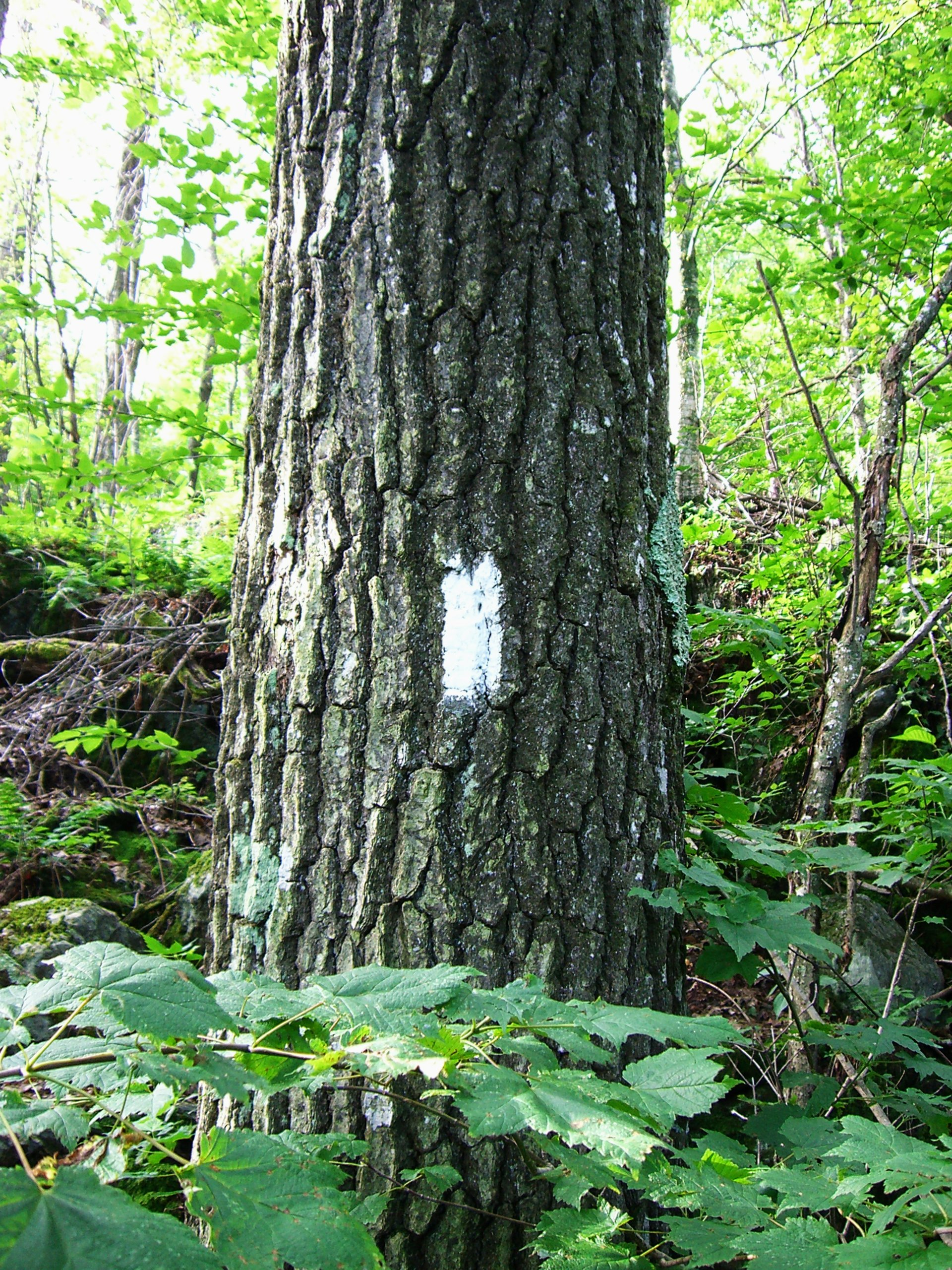
アパラチアン･トレイルのコースの目印の白いタグ
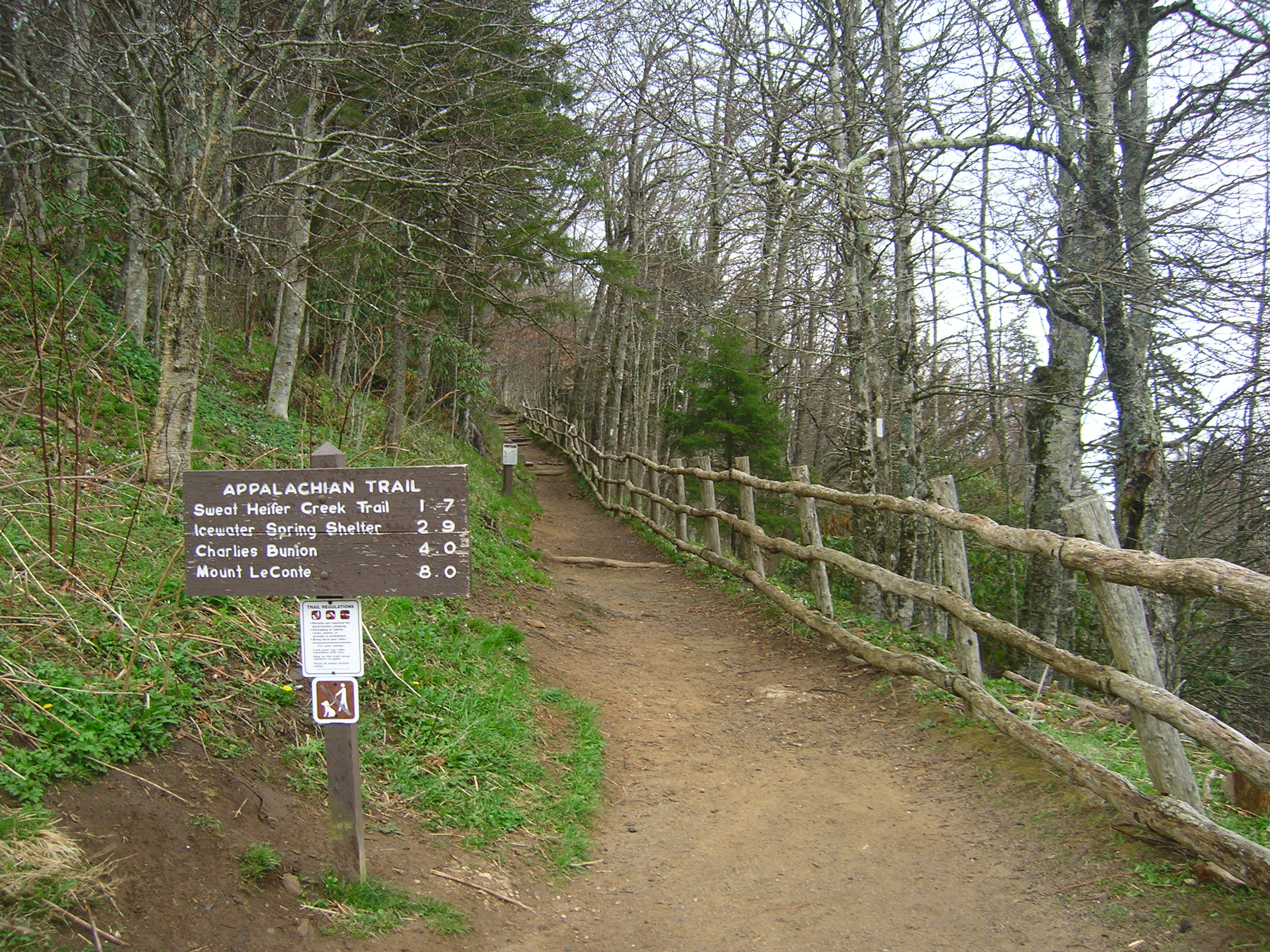
アパラチアン･トレイルのテネシー州とノースカロライナ州の州境にあるNewfound Gap
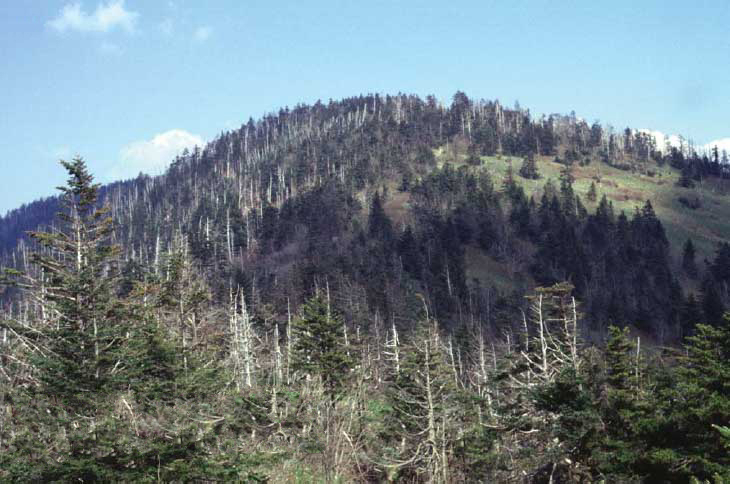
アパラチアン・トレイルの最高地点、クリングマンズ・ドーム（テネシー州）
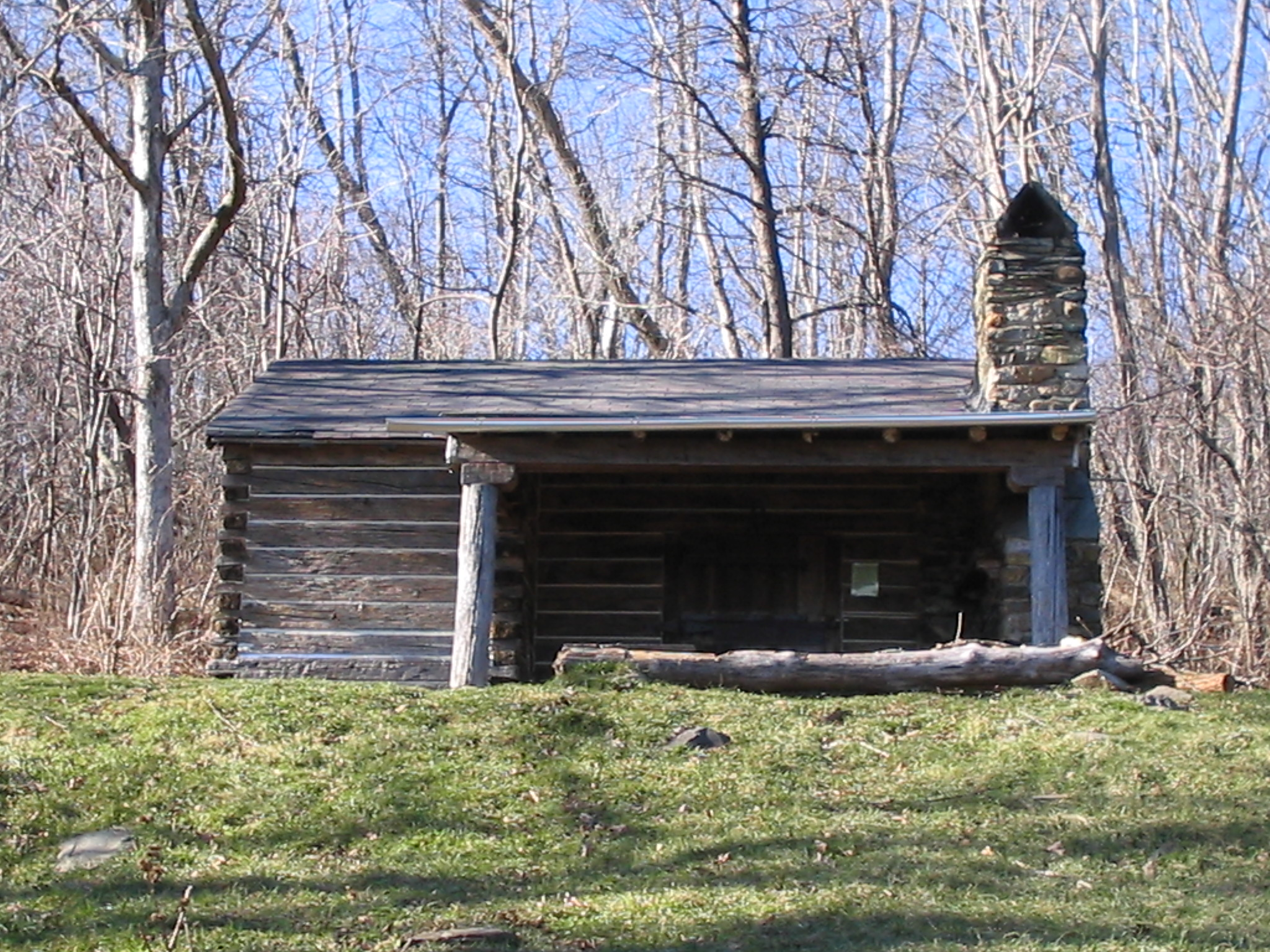
シェナンドー国立公園にあるPocosin cabin（バージニア州）
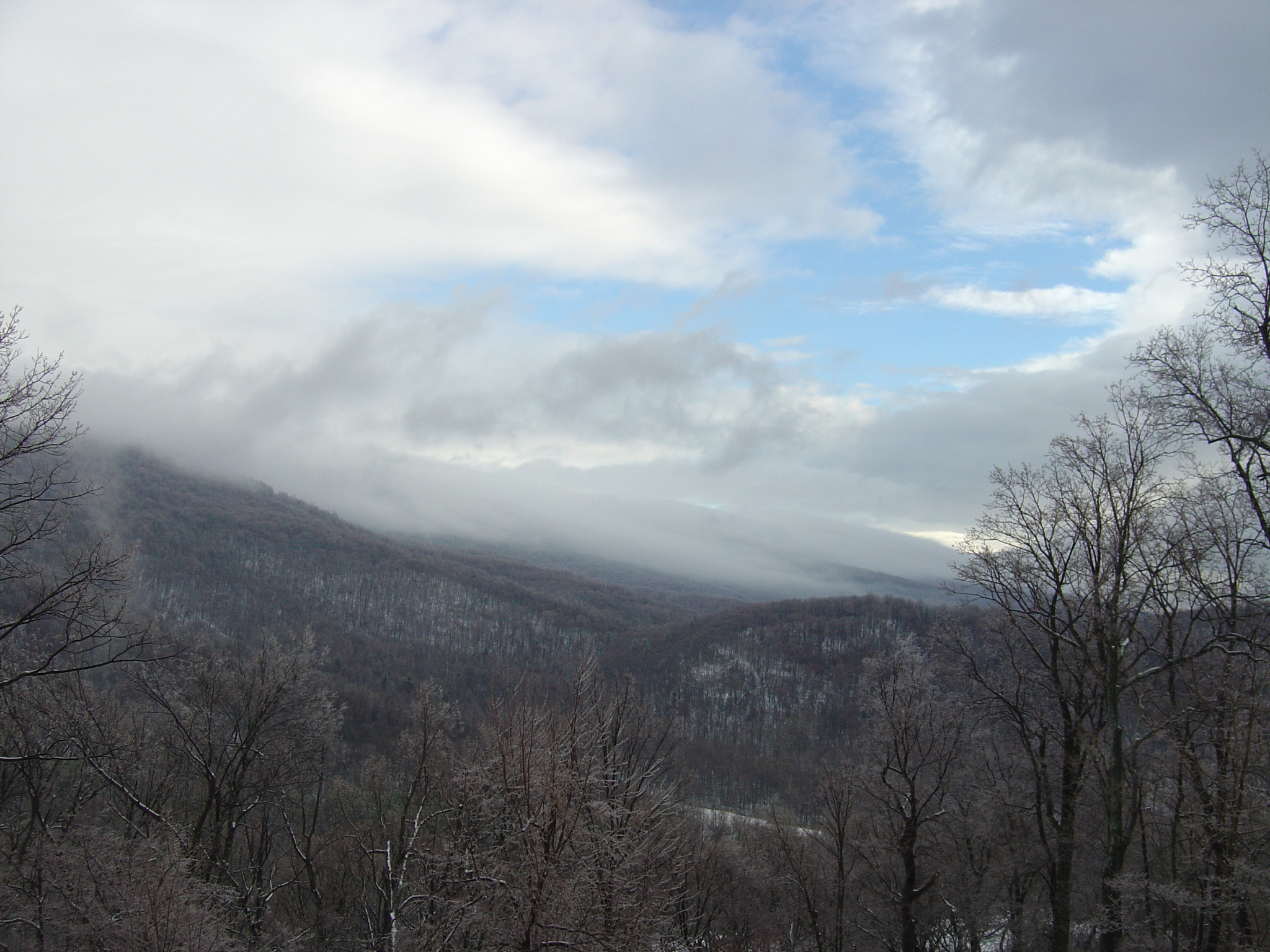
シェナンドー国立公園のマーシャル山とホグズバック山（バージニア州）
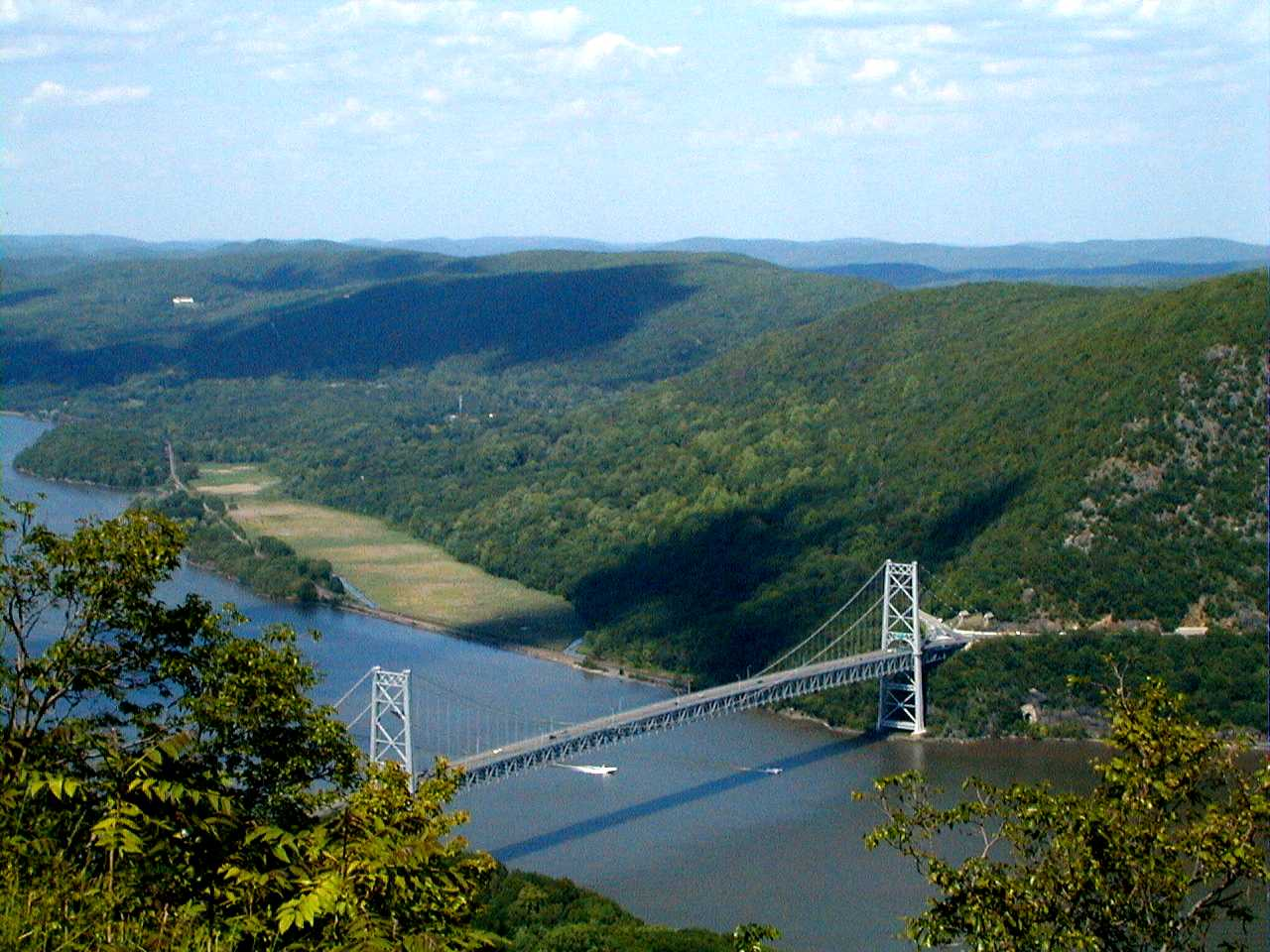
ハドソン川に架かるベアー・マウンテン・ブリッジ（Bear Mountain Bridge）（ニューヨーク州）
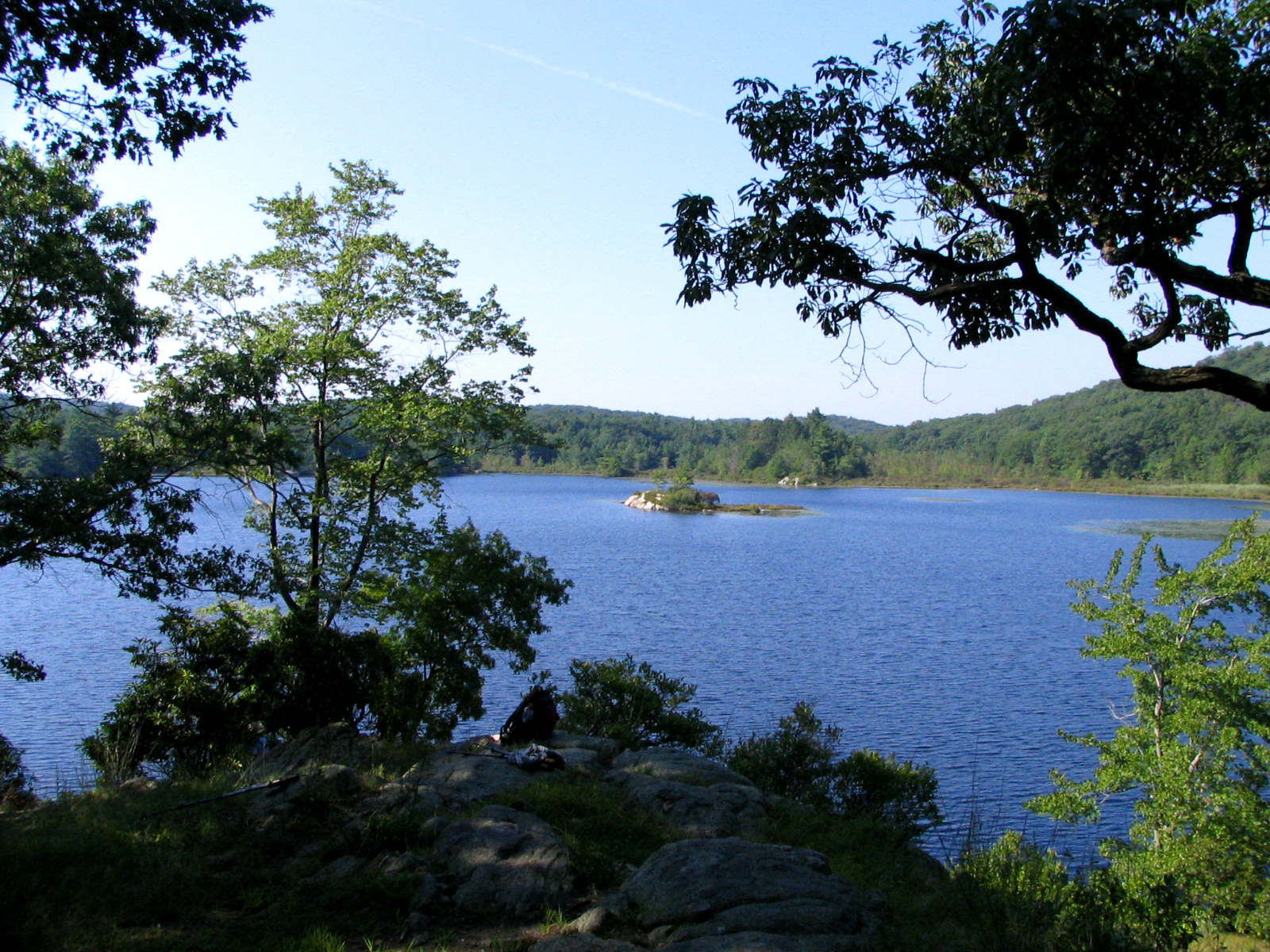
ハリマン州立公園のアイランドポンド（ニューヨーク州）
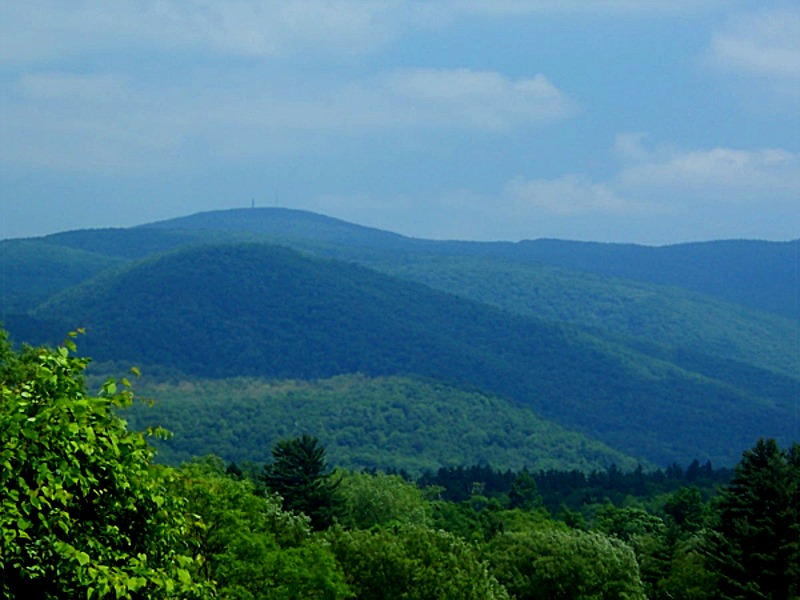
グレイロック山（マサチューセッツ州）

## インターナショナル・アパラチアン・トレイル

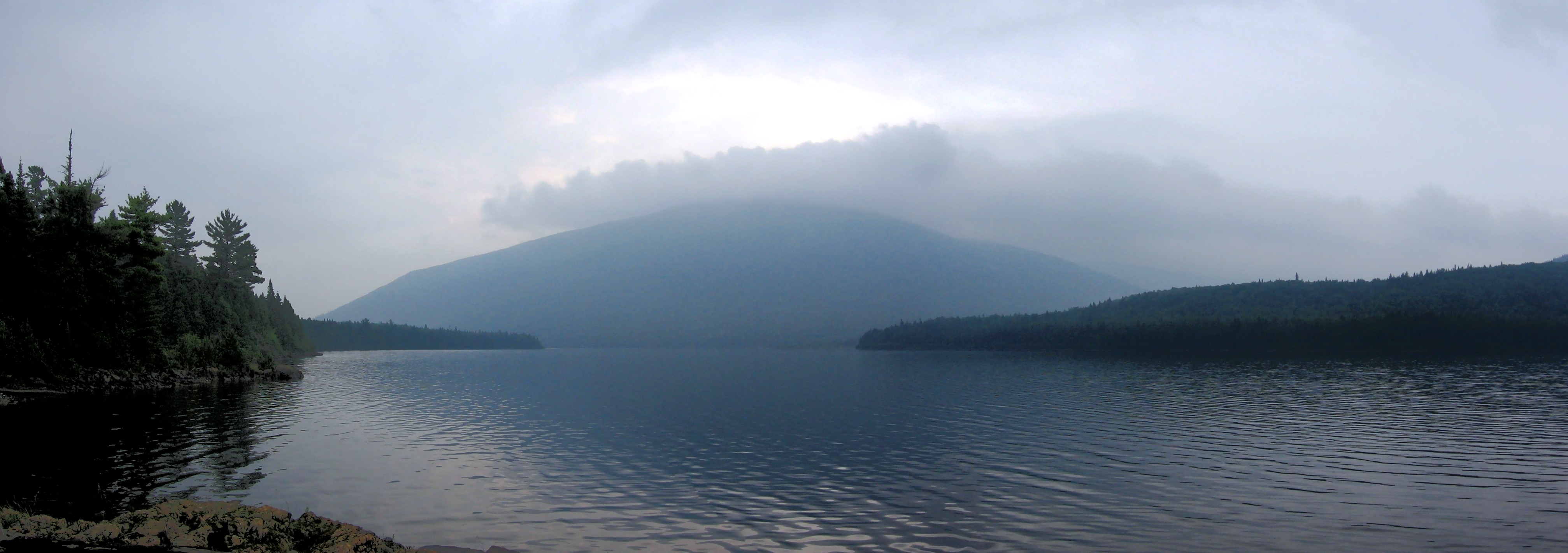
Mount Carleton（ニューブランズウィック州）

インターナショナル・アパラチアン・トレイル（International Appalachian Trail、略称：IAT）は、アパラチア山脈に沿って、アパラチアン・トレイルの北側に続く長距離自然歩道。
アパラチアン・トレイル北端のカタディン山から、メイン州、カナダのケベック州、ニューブランズウィック州、ニューファンドランド・ラブラドール州を通り、アパラチア山脈最北端のベル島に至る。
アパラチアン・トレイルと混同されることがあるが、別個の自然歩道である。

### 日本人による踏破記
- iBE-P@L - 新・アパラチアン・トレイルの旅
- Pentax+ / アパラチアン・トレイル3500kmの旅
- happy trail ～旅する気象予報士・清水秀一のホームページ～
- アパラチアン・トレイル縦走 - ホワイト・マウンテン・セクション
- 山と道JOURNALS/暑くて臭くて底抜けに笑うアパラチアン・トレイル　https://www.yamatomichi.com/journals_cat/at-sketch/